# Лиса
Лалиса Манобан (също изписвана Manoban; родена Пранприя Манобал; 27 март 1997 г.), известна като Лиса, е тайландска рапърка, певица и танцьорка. Тя е член на южнокорейската момичешка група Blackpink, която дебютира под ръководството на YG Entertainment през 2016 г.
Лиза прави соловия си дебют със сингъла си Lalisa на 5 септември 2021 г., което я прави първата жена изпълнител, продала 745 000 копия от албум през първата седмица в Южна Корея. Музикалният видеоклип към водещия му сингъл със същото име записва 74,5 милиона гледания за 24 часа в „Ютюб“, поставяйки рекорда за най-гледано музикално видео през първите 24 часа в платформата от солов изпълнител. И Lalisa, и популярният втори сингъл от албума Money са в топ 10 на Billboard Global 200. Lalisa става първият албум на кей-поп солист, достигнал 1 милиард стриймвания в „Спотифай“.
Лиса печели няколко отличия през цялата си кариера, включително седем световни рекорда на Гинес, Mnet Asian Music Award, Gaon Chart Music Award и първата MTV Video Music Award и MTV Europe Music Award, присъдена на K-pop солист. Тя е най-следваният Кей-поп|K-pop изпълнител в Instagram от 2019 г.